# ویکتور شوانکه
ویکتور شوانکه (انگلیسی: Viktor Schwanneke؛ ۸ فوریهٔ ۱۸۸۰ – ۷ ژوئن ۱۹۳۱) یک هنرپیشه اهل آلمان بود. 